# Smolensk (tỉnh)
Smolensk Oblast (tiếng Nga:Смол́енская о́бласть, Smolenskaya oblast) là một chủ thể liên bang của Nga (một tỉnh), giáp biên giới với các tỉnh Vitebsk và Mogilev của Belarus. Trung tâm hành chính là thành phố Smolensk. Tỉnh này được thành lập ngày 27 tháng 9 năm 1927.

## Liên kết
- (tiếng Anh) Official website of Smolensk Oblast Lưu trữ ngày 20 tháng 5 năm 2006 tại Wayback Machine.
- (tiếng Nga) News of Smolensk Oblast
- (tiếng Nga) Social Network of Smolensk Oblast